# Colton Sceviour
Colton Sceviour, född 20 april 1989, är en kanadensisk professionell ishockeyspelare som spelar för Pittsburgh Penguins i NHL. Han har tidigare spelat för Dallas Stars och Florida Panthers.

## Spelarkarriär
Sceviour draftades i fjärde rundan i 2007 års draft av Dallas Stars som 112:e spelare totalt. Han spelade sin första match i NHL den 5 februari 2011, vid 21 års ålder. De följande tre säsongerna såg Sceviour spel i sammanlagt 28 NHL-matcher, då han istället främst spelade i farmarlaget Texas Stars i AHL. Han hann dock göra sitt första mål i NHL på Winnipeg Jets Ondřej Pavelec i sin säsongsdebut den 14 december 2013. Han blev också uttagen till 2014 års AHL All-Star lag som mötte Färjestad BK. Efter Dallas Stars träningsläger inför säsongen 2014/15 fick Sceviour se allt fler NHL-matcher då han spelade i 71 matcher för Dallas Stars under säsongen. Följande säsong, 2015/16 spelade han återigen 71 matcher med Dallas. Han spelade i totalt 170 matcher för Dallas, på vilka han gjorde sammanlagt 62 poäng.
Den 1 juli 2016, efter sju säsonger med Dallas, skrev Sceviour på ett tvåårigt kontrakt med Florida Panthers, värt 1,9 miljoner dollar. 
Den 12 februari 2018 skrev han på ett treårigt kontrakt med Panthers, värt 3,6 miljoner dollar.
Den 24 september trejdades Sceviour, tillsammans med Mike Matheson, till Pittsburgh Penguins i utbyte mot Patric Hörnqvist. Trejden var den första Bill Zito genomförde i egenskap av Panthers nya general manager 

### Statistik
| 2002–03    | Red Deer Chiefs       | AMBHL      | 35  | 16 | 12 | 28  | 20  | —  | — | —  | —  | —  |
| 2004–05    | Portland Winter Hawks | WHL        | 6   | 1  | 0  | 1   | 6   | 4  | 0 | 0  | 0  | 0  |
| 2005–06    | Portland Winter Hawks | WHL        | 58  | 3  | 6  | 9   | 25  | 12 | 0 | 1  | 1  | 4  |
| 2006–07    | Portland Winter Hawks | WHL        | 49  | 12 | 26 | 38  | 38  | —  | — | —  | —  | —  |
| 2007–08    | Portland Winter Hawks | WHL        | 17  | 2  | 8  | 10  | 9   | —  | — | —  | —  | —  |
| 2007–08    | Lethbridge Hurricanes | WHL        | 52  | 31 | 23 | 54  | 36  | 19 | 3 | 10 | 13 | 15 |
| 2008–09    | Lethbridge Hurricanes | WHL        | 69  | 29 | 51 | 80  | 48  | 11 | 4 | 3  | 7  | 12 |
| 2009–10    | Texas Stars           | AHL        | 80  | 9  | 22 | 31  | 19  | 24 | 1 | 7  | 8  | 12 |
| 2010–11    | Texas Stars           | AHL        | 77  | 16 | 25 | 41  | 17  | 6  | 1 | 0  | 1  | 0  |
| 2010–11    | Dallas Stars          | NHL        | 1   | 0  | 0  | 0   | 0   | —  | — | —  | —  | —  |
| 2011–12    | Texas Stars           | AHL        | 75  | 21 | 32 | 53  | 25  | —  | — | —  | —  | —  |
| 2012–13    | Texas Stars           | AHL        | 62  | 21 | 31 | 52  | 20  | 9  | 1 | 3  | 4  | 4  |
| 2012–13    | Dallas Stars          | NHL        | 1   | 0  | 1  | 1   | 0   | —  | — | —  | —  | —  |
| 2013–14    | Texas Stars           | AHL        | 54  | 32 | 31 | 63  | 31  | —  | — | —  | —  | —  |
| 2013–14    | Dallas Stars          | NHL        | 26  | 8  | 4  | 12  | 4   | 6  | 1 | 2  | 3  | 0  |
| 2014–15    | Dallas Stars          | NHL        | 71  | 9  | 17 | 26  | 13  | —  | — | —  | —  | —  |
| 2015–16    | Dallas Stars          | NHL        | 71  | 11 | 12 | 23  | 21  | 11 | 2 | 3  | 5  | 0  |
| 2016–17    | Florida Panthers      | NHL        | 80  | 9  | 15 | 24  | 25  | —  | — | —  | —  | —  |
| 2017–18    | Florida Panthers      | NHL        | 76  | 11 | 13 | 24  | 24  | —  | — | —  | —  | —  |
| 2018–19    | Florida Panthers      | NHL        | 59  | 5  | 10 | 15  | 15  | —  | — | —  | —  | —  |
| 2019–20    | Florida Panthers      | NHL        | 69  | 6  | 10 | 16  | 6   | 2  | 0 | 0  | 0  | 0  |
| NHL totalt | NHL totalt            | NHL totalt | 454 | 59 | 82 | 141 | 108 | 19 | 3 | 5  | 8  | 0  |